# Murat Yiğiter
Murat Yiğiter (* 8. Mai 1971 in Bingöl) ist ein türkischer Fußballtorhüter.

## Spielerkarriere
Yiğiter begann seine Profikarriere 1991 beim türkischen Spitzenklub Fenerbahçe Istanbul. Hier saß er eine Spielzeit ausschließlich auf der Ersatzbank bzw. spielte nur für die Reservemannschaft. Bereits nach einem Jahr verließ er Fenerbahçe und wechselte zum Zweitligisten Sökespor. Bei diesem Verein erkämpfte er sich bereits zu Saisonbeginn den Stammplatz im Tor, verlor ihn vor der Winterpause und eroberte ihn dann zur Rückrunde zurück. In der zweiten Saison für bei Sökespor spielte er dann durchgängig als Stammtorhüter.
Nachdem sein Verein Sökespor aber zum Sommer 1994 den Klassenerhalt verpasst hatte, wechselte Yiğiter zum Ligakonkurrenten Göztepe Izmir. Auch hier spielte er von Anfang an als Stammspieler. Zur Saison 1995 wechselte er zum Erstligisten Vanspor. Nachdem er bei diesem Verein die Rückrunde ausschließlich auf der Ersatzbank verbracht hatte, kam er in der Rückrunde bei der Hälfte der Spiele zum Einsatz. Die nächsten zwei Spielzeiten spielte er überwiegend als Stammtorhüter und saß nur bei wenigen Spielen auf der Ersatzbank. Die Saison 1997/98 beendete er mit seinem Team als Tabellenletzter und stieg somit in die 2. Lig ab. Yiğiter blieb auch in der 2. Liga seinem Verein treu. So wurde man in der Zweitligasaison 1998/99 Meister und erreichte damit den direkten Wiederaufstieg in die 1. Lig. Dabei absolvierte Yiğiter 32 der 36 möglichen Ligaspiele für seinen Verein. In die 1. Lig aufgestiegen verlor Yiğiter seinen Stammplatz, absolvierte aber bis zum Saisonende zehn Ligapartien.
Nachdem Vanspor zum Sommer 2000 erneut den Klassenerhalt in der 1. Lig verfehlt hatte, ging Yiğiter diesmal nicht mit in die 2. Lig, sondern wechselte zum Erstligisten Çaykur Rizespor. Hier spielte er in der ersten Spielzeit phasenweise als erster Torhüter. Durch seine überzeugenden Leistungen wurde der türkische Spitzenklub Trabzonspor auf Yiğiter aufmerksam und verpflichtete ihn. Bei diesem Verein gelang es ihm nicht, sich gegen die beiden Torhüter Metin Aktaş und Bülent Ataman durchzusetzen und er kehrte nach Rizespor zurück. Während er in der Saison 2001/02 noch überwiegend auf der Ersatzbank saß, wurde er in der Saison 2002/03 durchgängig Stammtorhüter. In der nächsten Saison verlor er seinen Stammplatz wieder und verließ zum Sommer 2004 Rizespor.
Zur Saison 2004/05 wechselte er zu Diyarbakırspor. Hier spielte er eineinhalb Jahre und verbrachte dann die Rückrunde der Saison 2006/07 beim Zweitligisten Kocaelispor. Anschließend beendete er seine aktive Fußballspielerlaufbahn.

## Trainerkarriere
Nach Ende seiner Fußballspielerlaufbahn übernahm er zweimal bei Diyarbakırspor interimsweise den Cheftrainerposten. Da er keine Trainerlizenz besaß, wurde ihm ein Co-Trainer beigestellt, der offiziell als Cheftrainer angegeben wurde.

## Erfolge
- Mit Kocaelispor
  - Meister der TFF 1. Lig: 1998/99
  - Aufstieg in die Süper Lig: 1998/99